# The Insyderz
The Insyderz sind eine christliche Ska-Punk-Band aus Detroit, Michigan (USA). Die Band war seit 1995 aktiv, bevor sie sich 2005 auflöste und 2009 wiedervereinigte.

## Bandgeschichte
Ihre Wurzeln liegen in der Heilsarmee (engl.: Salvation Army), wo es gang und gäbe ist, Blasinstrumente zu spielen. Neben den The O. C. Supertones und Five Iron Frenzy waren sie die populärste christliche Ska-Band in Nordamerika. Am Anfang noch eine Hardcore-Punk-Band, entschied sich die Gruppe bald, auf Ska umzusteigen, in der Hoffnung, damit mehr Menschen für ihre christlichen Botschaften zu erreichen.
Nach ihren aktivsten Bandjahren Ende der 1990er Jahre wurde es aufgrund einer längeren Pause sehr ruhig um die Gruppe. Nach einem Wechsel ihres Labels und der Veröffentlichung eines neuen Studioalbums 2003 konnte sie jedoch nicht wieder an die großen Erfolge früherer Zeiten anknüpfen.
Im Jahr 2005 gab The Insyderz ihr Abschiedskonzert zusammen mit The O. C. Supertones und Seekersplanet auf dem „I’ll Fight“-Festival. Auf dem gleichen Festival spielten sie 2009 auch ihr erstes Konzert nach ihrer Wiedervereinigung.

## Musikstil
Stilistisch entwickelte sich die Band von einer reinen Ska-Core-Band hin zu einer Alternative-Rock-Band mit Ska-Einflüssen. Weitere Stile sind „Praise & Worship“ sowie Reggae- und Modern-Rock-Einflüsse.

## Diskografie

### Alben
- 1997: Motor City Ska (Gumshoe Records)
- 1998: Skalleluia! (Squint)
- 1998: Fight of My Life (Provident/KMG Records)
- 1999: Skalleluia Too! (Provident/KMG Records)
- 2001: The Greatest & The Rarest (Provident/KMG Records)
- 2003: Soundtrack to a Revolution (Floodgate Records)
- 2012: The Sinner’s Songbook (Eigenproduktion)

### EPs/Singles
- 1998: Paradise (Provident/KMG Records)